# Naomi (Fernsehserie)
Naomi ist eine amerikanische Superheldendrama-Fernsehserie von Ava DuVernay und Jill Blankenship, die auf der gleichnamigen Comicserie basiert, die von Brian Michael Bendis und David F. Walker gemeinsam geschrieben und von Jamal Campbell illustriert wurde.

## Handlung
Naomi McDuffie ist eine Comic-begeisterte Teenagerin und Moderatorin einer Superman-Fan-Website. Nachdem sich in Port Oswego, Oregon, ein übernatürliches Ereignis ereignet, macht sich Naomi mit Hilfe ihrer besten Freundin, ihrer unterstützenden Adoptiveltern und eines Tattoo-Shop-Besitzers mit geheimer Herkunft auf die Suche nach dessen Ursprung.

## Produktion
Die Produzenten der Serie waren 
Brian Michael Bendis, Nellie Nugiel und Moe Bardach. Die Musik komponierte Amanda Jones und für die Kameraführung waren Matthew Lloyd und Cliff Charles verantwortlich. Für den Schnitt verantwortlich waren Gina Hirsch, John Reyes-Nguyen, Peter Basinski, Martin Wilson, Melissa Gearhart, Jennifer Van Goethem und Dan Downer. In der Hauptrolle spielen Alexander Wraith, Cranston Johnson, Camila Moreno, Barry Watson, Mouzam Makkar, Mary-Charles Jones, Aidan Gemme, Daniel Puig und Will Meyers. Gedreht wurde die Serie in Georgia.

## Veröffentlichung
Naomi wurde am 11. Januar 2022 auf The CW ausgestrahlt. Die Serie wurde nach einer Staffel abgesetzt. In Deutschland wird die Serie am 17. Januar 2024 auf ProSieben Fun zu sehen sein.

## Episodenliste
| Nr. (ges.) | Nr. (St.) | Deutscher Titel | Originaltitel                      | Erstausstrahlung USA |
| ---------- | --------- | --------------- | ---------------------------------- | -------------------- |
| 1          | 1         | -               | Don't Believe Everything You Think | 11. Jan. 2022        |
| 2          | 2         | -               | Unidentified Flying Object         | 18. Jan. 2022        |
| 3          | 3         | -               | Zero to Sixty                      | 25. Jan. 2022        |
| 4          | 4         | -               | Enigma                             | 1. Feb. 2022         |
| 5          | 5         | -               | Shadow Ridge                       | 22. Feb. 2022        |
| 6          | 6         | -               | Homecoming                         | 1. März 2022         |
| 7          | 7         | -               | I Am Not a Used Car Salesman       | 8. März 2022         |
| 8          | 8         | -               | Fellowship of the Disc             | 22. März 2022        |
| 9          | 9         | -               | Keep Your Friends Close            | 29. März 2022        |
| 10         | 10        | -               | Fallout                            | 26. Apr. 2022        |
| 11         | 11        | -               | Worst Prom Ever                    | 3. Mai 2022          |
| 12         | 12        | -               | Ready or Not                       | 10. Mai 2022         |
| 13         | 13        | -               | Who Am I?                          | 10. Mai 2022         |